# Кунавино (Московская область)
Кунавино — деревня в Ступинском районе Московской области в составе Городского поселения Михнево (до 2017 года) (до 2006 года — входила в Татариновский сельский округ). На 2016 год Кунавино, фактически, дачный посёлок: при отсутствии жителей в деревне 3 улицы и 3 садовых товарищества.

## Население
| 2002 | 2006 | 2010 |
| ---- | ---- | ---- |
| 8    | ↘7   | ↘0   |

Кунавино расположено на севере района, в верховье реки Нудовка, высота центра деревни над уровнем моря — 168 м. Ближайшие населённые пункты, примерно, в 1 км: Марьинское — на запад и Леньково — на юго-запад. Впервые в исторических документах селение упоминается в писцовой книге 1577 года, как Кунавино селище.
В деревне жил герой трех орденов славы Усачев Виктор Федорович.